# スティーブン・キング/アーバン・ハーベスト2
『スティーブン・キング/アーバン・ハーベスト2』（Children Of The Corn IV: The Gathering）は、1996年のホラー映画。『スティーブン・キング/アーバン・ハーベスト』の続編であり、『チルドレン・オブ・ザ・コーン』シリーズの四作目にあたる。シリーズを通して共通するトウモロコシ畑と子供たちによる信仰グループとは全く関係のない番外編のような内容になっている。

## ストーリー
田舎町。かつて、この地で死んだ少年の悪霊による祟りで子供が殺人狂になる謎の伝染病が流行り、大人たちが襲われる。

## キャスト
※括弧内は日本語吹替
- グレース・ローズ - ナオミ・ワッツ
- マーガレット・ローズ - ジェイミー・レネー・スミス
- ジェームズ・ローズ - マーク・サリング
- ドナルド・アトキンス - ブレント・ジェニングス（チョー）
- メアリー・アン - サマリア・グレアム
- ラーソン医師 - ウィリアム・ウィンダム（石森達幸）
- ジューン・ローズ - カレン・ブラック（小宮和枝）

## スタッフ
- 監督：グレッグ・スペンス
- 製作：ギャリー・デピュー
- 原作：スティーヴン・キング
- 脚本：グレッグ・スペンス、スティーヴン・ビーガー
- 撮影：リチャード・クラボー
- 音楽：デヴィッド・ウィリアムズ
- 編集：クリストファー・シベリ